# Castell del Puig
El Castell del Puig va ser una fortalesa musulmana, denominada pels cristians Puig de Cebolla per deformació de l'àrab jubal·la ('pujol'); també anomenat d'Enesa. Fou la base de l'exèrcit del rei en Jaume I el Conqueridor en la conquesta de la pròxima ciutat de València. És en teoria el lloc on se situa l'origen del mite de la rata-penada que visità Jaume I abans de la conquesta de la ciutat com a auguri de victòria. Al cim d'un tossal amb nom de Muntanya del Castell (lo de muntanya de la "patà" es una farsa) es conserven algunes restes.

## Història
Al castell s'han trobat abundants restes ceràmiques de la cultura ibèrica. D'època romana també es coneixen importants troballes que permeten suposar una relativa importància a tota la zona.
Construïda pels àrabs, va rebre el nom de Jubal·la, i donava protecció a l'accés nord de la ciutat de València. Jaume I va conquerir el castell en 1237, li va donar el nom del Puig de Santa Maria, va fundar el monestir i va donar peu així al creixement de la població al seu voltant.
Posteriorment va ser ocupat per les tropes castellanes en la guerra dels dos Peres.

## Descripció
Es tracta d'una fortalesa d'origen àrab construïda sobre restes romanes que se situa sobre un dels dos tossals que sobreïxen de la plana, des d'on es domina la població.
Del castell es mantenen en peu nombrosos llenços de muralles realitzats amb morter i pedres, així com restes de diferents torres i construccions auxiliars.